# 1888년 미국 대통령 선거
1888년 미국 대통령 선거는 1888년 미국에서 치러진 대통령 선거로, 직접선거에서는 그로버 클리블랜드 대통령이 승리했으나, 선거인단 투표에서 승리한 공화당의 벤저민 해리슨 후보가 당선되었다.

## 후보선출

### 민주당
1888년 6월, 민주당 전당대회는 만장일치로 그로버 클리블랜드 대통령을 대통령 후보로 선출한다

### 공화당
1888년 6월, 공화당 전당대회에선 8차에 걸친 투표 끝에 벤저민 해리슨 전 상원의원이 존 셔맨 상원의원과 러셀 앨거 전 미시간 주지사 등을 꺾고 대통령 후보로 선출된다

### 금지당
금지당은 클린턴 피스크 장군을 대통령 후보로 선출한다

### 연맹노동당
연맹노동당은 앨슨 스트리터를 대통령 후보로 선출한다

### 연합노동당
연합노동당은 로버트 코드리를 대통령 후보로 선출한다

### 미국당
미국당은 제임스 커티스를 대통령 후보로 선출한다

## 선거 과정
클리블랜드 대통령이 불필요한 관세를 줄이겠다는 공약을 들고 나오면서, 보호무역주의와 자유무역주의 사이의 논쟁이 주요 이슈가 되었다

## 선거 결과
| 대통령 후보       | 정당       | 근거지     | 득표수    | 지지율 | 선거인단 득표 |
| ----------------- | ---------- | ---------- | --------- | ------ | ------------- |
| 벤저민 해리슨     | 공화당     | 인디애나   | 5,443,892 | 47.8%  | 233           |
| 그로버 클리블랜드 | 민주당     | 뉴욕       | 5,534,488 | 48.63% | 168           |
| 클린턴 피스크     | 금지당     | 뉴저지     | 249,819   | 2.2%   | 0             |
| 앨슨 스트리터     | 연맹노동당 | 일리노이   | 146,602   | 1.3%   | 0             |
| 로버트 코드리     | 연합노동당 | 일리노이   | 2,818     | 0.02%  | 0             |
| 제임스 커티스     | 미국당     | 뉴욕       | 1,612     | 0.01%  | 0             |
| 계                | 계         | 11,383,341 | 100.00 %  | 401    |               |

| 부통령 후보       | 정당       | 근거지     | 선거인단 득표 |
| ----------------- | ---------- | ---------- | ------------- |
| 레비 모튼         | 공화당     | 뉴욕       | 233           |
| 앨런 서맨         | 민주당     | 오하이오   | 168           |
| 존 브룩스         | 금지당     | 미주리     | 0             |
| 찰스 커닝험       | 연맹노동당 | 아칸소     | 0             |
| 윌리엄 웨이크필드 | 연합노동당 | 캔자스     | 0             |
| 피터 위긴턴       | 연맹노동당 | 캘리포니아 | 0             |
| 계                | 계         | 계         | 401           |

## 같이 보기
- 1888년 미국 하원의원 선거
- 1888년 미국 상원의원 선거